# Lista odcinków serialu Galavant
Poniżej znajduje się lista odcinków serialu telewizyjnego Galavant – emitowanego przez amerykańską stację telewizyjną ABC od 4 stycznia 2015 roku. W Polsce serial nie był emitowany.
| Sezon | Sezon | Odcinki | Oryginalna emisja | Oryginalna emisja | Oryginalna emisja | Oryginalna emisja | Oryginalna emisja |
| Sezon | Sezon | Odcinki | Premiera sezonu   | Finał sezonu      | Premiera sezonu   | Finał sezonu      |                   |
| ----- | ----- | ------- | ----------------- | ----------------- | ----------------- | ----------------- | ----------------- |
|       | 1     | 8       | 4 stycznia 2015   | 25 stycznia 2015  | brak danych       | brak danych       |                   |
|       | 2     | 10      | 3 stycznia 2016   | brak danych       | brak danych       | brak danych       |                   |

## Sezon 1 (2015)
| Nr | # | Tytuł                      | Reżyseria        | Scenariusz                    | Premiera         | Premiera |
| -- | - | -------------------------- | ---------------- | ----------------------------- | ---------------- | -------- |
| 1  | 1 | Pilot                      | Chris Koch       | Dan Fogelman                  | 4 stycznia 2015  |          |
| 2  | 2 | Joust Friends              | Chris Koch       | Dan Fogelman                  | 4 stycznia 2015  |          |
| 3  | 3 | Two Balls                  | Chris Koch       | Dan Fogelman                  | 11 stycznia 2015 |          |
| 4  | 4 | Comedy Gold                | John Fortenberry | Kat Likkel & John Hoberg      | 11 stycznia 2015 |          |
| 5  | 5 | Completely Mad...Alena     | John Fortenberry | Casey Johnson & David Windsor | 18 stycznia 2015 |          |
| 6  | 6 | Dungeons and Dragon Lady   | James Griffiths  | Kirker Butler                 | 18 stycznia 2015 |          |
| 7  | 7 | Death After Brunch         | Chris Koch       | Scott Weinger                 | 25 stycznia 2015 |          |
| 8  | 8 | It's All in the Executions | Chris Koch       | Kristin Newman                | 25 stycznia 2015 |          |

## Sezon 2 (2016)
| Nr | #  | Tytuł                                      | Reżyseria        | Scenariusz                  | Premiera         | Premiera     |
| -- | -- | ------------------------------------------ | ---------------- | --------------------------- | ---------------- | ------------ |
| 9  | 1  | A New Season aka Suck It Cancellation Bear | John Fortenberry | Dan Fogelman                | 3 stycznia 2016  | nieemitowany |
| 10 | 2  | World's Best Kiss                          | John Fortenberry | Kat Likkel, John Hoberg     | 3 stycznia 2016  | nieemitowany |
| 11 | 3  | Aw, Hell, the King                         | John Fortenberry | Kat Likkel, John Hoberg     | 10 stycznia 2016 | nieemitowany |
| 12 | 4  | Bewitched, Bothered, and Belittled         | Declan Lowney    | Maggie Bandur               | 10 stycznia 2016 | nieemitowany |
| 13 | 5  | Giants vs. Dwarves                         | Declan Lowney    | Dan Kopelman                | 17 stycznia 2016 | nieemitowany |
| 14 | 6  | About Last Knight                          | Paul Murphy      | Scott Weinger               | 17 stycznia 2016 | nieemitowany |
| 15 | 7  | Love and Death                             | Paul Murphy      | Robin Shorr                 | 24 stycznia 2016 | nieemitowany |
| 16 | 8  | Do the D'DEW                               | Chris Koch       | Jeremy Hall                 | 24 stycznia 2016 | nieemitowany |
| 17 | 9  | Battle of the Three Armies                 | John Fortenberry | Rick Wiener, Kenny Schwartz | 31 stycznia 2016 | nieemitowany |
| 18 | 10 | The One True King (To Unite Them All)      | John Fortenberry | Rick Wiener, Kenny Schwartz | 31 stycznia 2016 | nieemitowany |